# Le Modèle (La Femme aux bas rayés)
Le Modèle (La Femme aux bas rayés) est un tableau réalisé en 1882 par Adrien de Witte, peintre belge et professeur à l'Académie royale des beaux-arts de Liège. Dans ce nu, l'artiste dépeint un modèle au travers d'une scène intimiste liée au thème de la toilette féminine.

## Élaboration et genre artistique
Le peintre exécute le tableau en 1882,, durant son séjour à Rome en tant que boursier de la Fondation Darchis,,. Avec, par exemple, la Femme accroupie, le torse nu, c'est l'un des nus « qui constituent dans l'œuvre de de Witte un thème constant repris avec un amour inlassable ». Dans le cas présent, la jeune femme « accomplit un acte propre au monde féminin : elle enfile ses bas ».
L'ambiance intimiste qui se dégage de la présente toile est mise en lumière par les historiens de l'art Françoise Dehousse et Maurice Pauchen en 1984 ainsi que par l'historienne de l'art Caroline Jamaer en 2001. Les premiers signalent aussi que « la touche picturale reste très impressionniste ; le traitement du visage est on ne peut plus caractéristique à cet égard. Nous sommes en présence d'une subtile juxtaposition de touches colorées où la lumière joue un rôle déterminant ».

## Parcours de l'œuvre
En 1927, l'œuvre fait partie de la collection de M. Gaston Massart, : président du conseil d'administration des Charbonnages des Quatre-Jean de Retinne et Queue du bois,. La ville de Liège acquiert le tableau en 1975 qui, dès lors, entre dans les collections du musée de l'Art wallon (no 2076 d'inventaire),. La présente toile ainsi que l'ensemble des collections des musées des Beaux-Arts et de l'Art wallon sont d'abord regroupés aux Beaux-Arts en 2011 puis transférés au musée de La Boverie en 2016.

## Description
Dans le second volume du Catalogue général du Musée de l'Art wallon publié en 1984, Françoise Dehousse et Maurice Pauchen fournissent une description détaillée de l'œuvre :

« La séance de pose est terminée. Le corps las, le modèle se rhabille. Insensible au monde extérieur, la jeune femme exécute de façon machinale un geste quotidien. L'artiste nous propose ici une scène intimiste où le décor sommaire (un lit, une tenture) n'est là que pour donner une certaine coloration. Le regard est attiré vers ce corps qui s'offre en une nudité naturelle, sans souci de la pose. Les bas aux rayures rouges, vertes et blanches sont la seule peinture de cette Vénus familière. »

Dans le catalogue de l'exposition Vers la modernité : le XIXe siècle au pays de Liège, Caroline Jamaer note également que l'instant représenté n'est pas celui « où le nu s'immobilise dans la pose afin que l'artiste puisse croquer son attitude » mais celui qui « suit la séance de travail, lorsque le modèle se rhabille et redevient une femme « réelle » et individualisée, la femme de « tous les jours » ». Le décor dans lequel la scène se déroule est tout au plus rudimentaire, et se compose « d'une lourde tenture jaune qui tapisse le fond du tableau » et « d'un drap rouge qui recouvre le lit sur lequel la jeune femme a négligemment jeté une chemise blanche ». Elle remarque aussi que « les bottines à lacets et les bas aux rayures blanches, vertes et rouges », comme ceux portés par le modèle du tableau, « rencontrent un engouement à l'époque ». Qui plus est, ce type de bas est déjà porté par La Lessiveuse, toile que l'artiste a réalisée trois ans plus tôt.

## Réception critique
Au sujet des nus que réalise de Witte, Jules Bosmant estime, en 1930, qu'ils témoignent « d'une magnifique liberté » et qu'ils offrent « dans leurs suggestions de volumes, dans leurs passages de plans et de masses, le plus bel exemple d'un art splendidement large et puissant ». 
À propos de la présente œuvre, Caroline Jamaer considère quant à elle que « l'essentiel réside dans ce corps à l'attitude naturelle et nonchalante, un corps encore dénudé en grande partie, attirant le regard ». Elle ajoute que « les contours indistincts du visage semblent mangés par la lumière, cette même lumière qui frôle le corps de la jeune femme et qui anime l'œuvre de touches colorées ». 

## Expositions
- 1984 : Le Nu dans les collections du Musée de l'Art Wallon, musée de l'Art wallon, Liège (catalogue no 5)[3],[8].
- 2001-2002 : Vers la modernité : le XIXe siècle au pays de Liège, du 5 octobre 2001 au 20 janvier 2002, musée de l'Art wallon et salle Saint-Georges, Liège (catalogue no 76)[1].